# Cocoloși

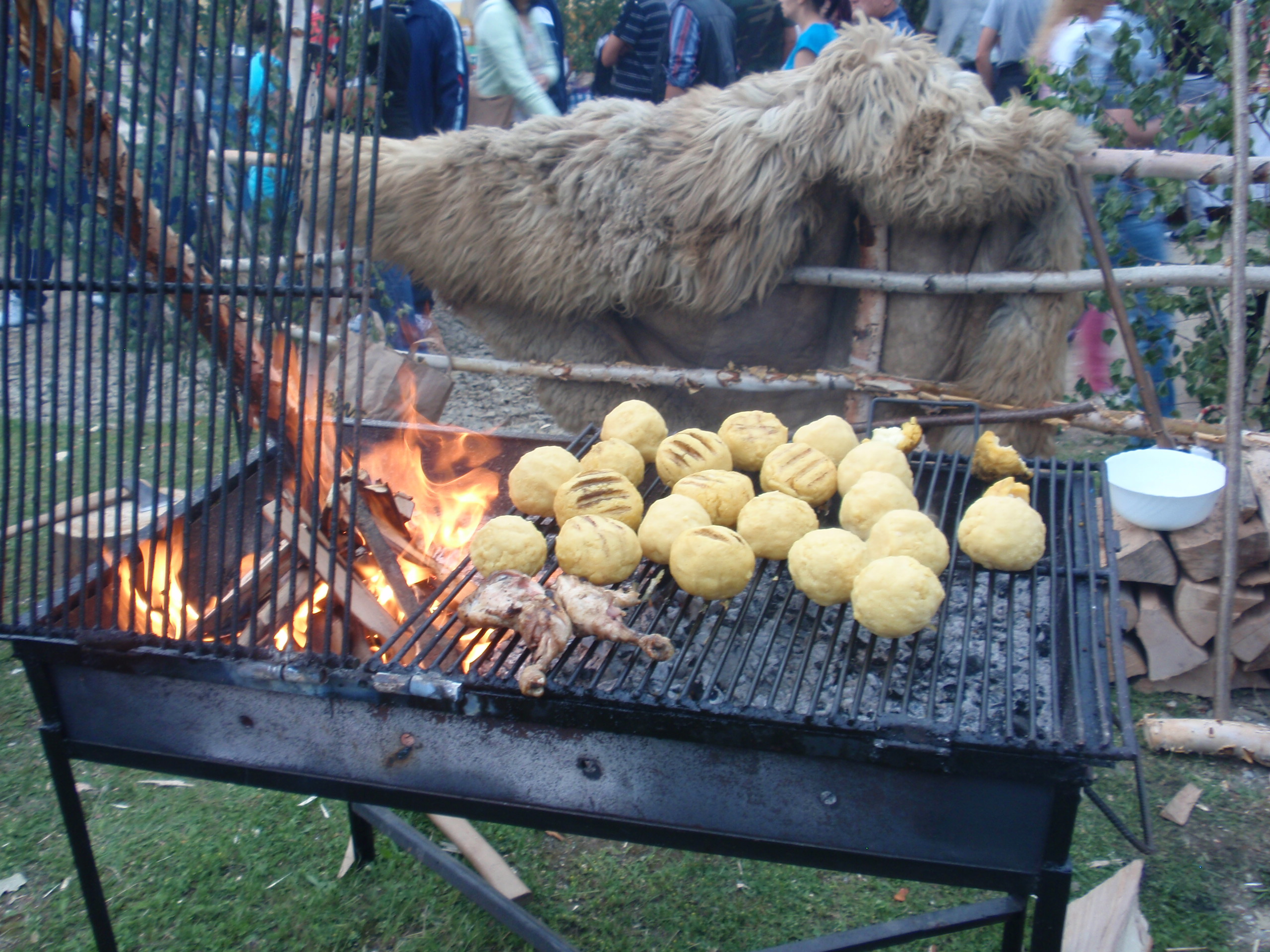
Cocoloși sur un barbecue.

Les cocoloși sont un plat traditionnel roumain et moldave, qui se présente sous le forme de boulettes de mămăligă fourrées au fromage et passées au gril. 